# دسنالیا
دسنالیا (انگلیسی: Decennalia) فستیوال‌های روم باستان بودند که هر ده سال یک بار توسط امپراتوران روم با بازی جشن گرفته می‌شد. این جشنواره منشأ خود را مدیون این واقعیت است که در سال ۲۷ (پیش از میلاد)، آگوستوس قدرت برتری را که مادام العمر به او پیشنهاد شده بود رد کرد، اما تنها برای ده سال به پذیرش قدرت رضایت داد. در طول جشن، او تمام اقتدار خود را به دستان مردمی می‌سپرد که سرشار از شادی بودند و مفتون خوبی‌های آگوستوس، بلافاصله دوباره قدرت را به او تحویل می‌دادند. این خاطره تا آخرین اعصار امپراتوری توسط دسنالیا حفظ شد، که توسط امپراتوران بعدی در هر دهمین سال سلطنت آنها جشن گرفته می‌شد، اگرچه آنها امپراتوری را برای مادام العمر دریافت کرده بودند، نه برای مدت محدود ده ساله.